# 浦賀神社
浦賀神社（うらがじんじゃ）は、千葉県旭市西足洗1506にある神社。
浦賀神社は千葉県の北東部に位置し、南に太平洋を臨み、夏は涼しく冬は暖かい住みやすいところである。宮元の西足洗、東足洗、野中、椎名内の4つの地区からなり氏子数は1500戸ほどで浜と岡に分かれている。
浜では網元は1件であるが魚の加工場が多く、岡では農業が盛んでハウスにはイチゴ、メロン、トマト、キュウリ、花など栽培されている。田もたくさんあり米も作られる。近くには香取神宮、利根川を超えると鹿島神宮がある。古来より軍神として尊崇された神社である。この地域一帯は昔、下総国といわれた。

## 歴史
ご祭神、光明天皇の御世、貞和元年（1345年）十一月七日ご鎮座になる。初めは菅原道真を祀った天満天神であったが、東足洗浜に第六天が流れ着き、社号を第六天神とした。明治初年の神仏分離以後、神代七代の神々の第六代目にあたるため、このご祭神となった。
面足尊は記紀神話の男神、神代七代の神々の一柱、神代七代中の第六代の神で、阿夜訶志古泥神と偶生の神。「日本書紀」には面足尊、綾惶根尊と書かれている。大地の表面が完成した意味の神名であり、一説では不足するところなく備わった事、満足を意味する神名由来について「古事記伝」に「万葉集天地・日月興今日・満将行・神乃御面（二巻）また望月の満月有面輪（九巻）を引いて面の足と云うは不足処なく備わり整えるを云う。面を云いて手足その他も皆、満足の御名なり。と解釈している。この神は仏教、特に修験道で信奉した、天界最高位である第六の魔王、第六天に擬せられ本地垂迹に説かれている。阿夜訶志古泥神は、記紀神話の女神、神代七代の一柱、於母琉神と並び生まれた女神である。この神名はいよいよ大地が成り立ち、あやにかしこきと美称したものであり、かしこは恐れなどの意味がある。
吉田家の神道裁許状
徳川幕府は寛文五年（1665年）「諸社禰宜神主等法度」を制定した、この条目で吉田家の許状を渡された神職のみ装束を着ることが許された。千本松家には元禄九年（1696年）から明治二年（１８６９年）までの神道裁許状がある。

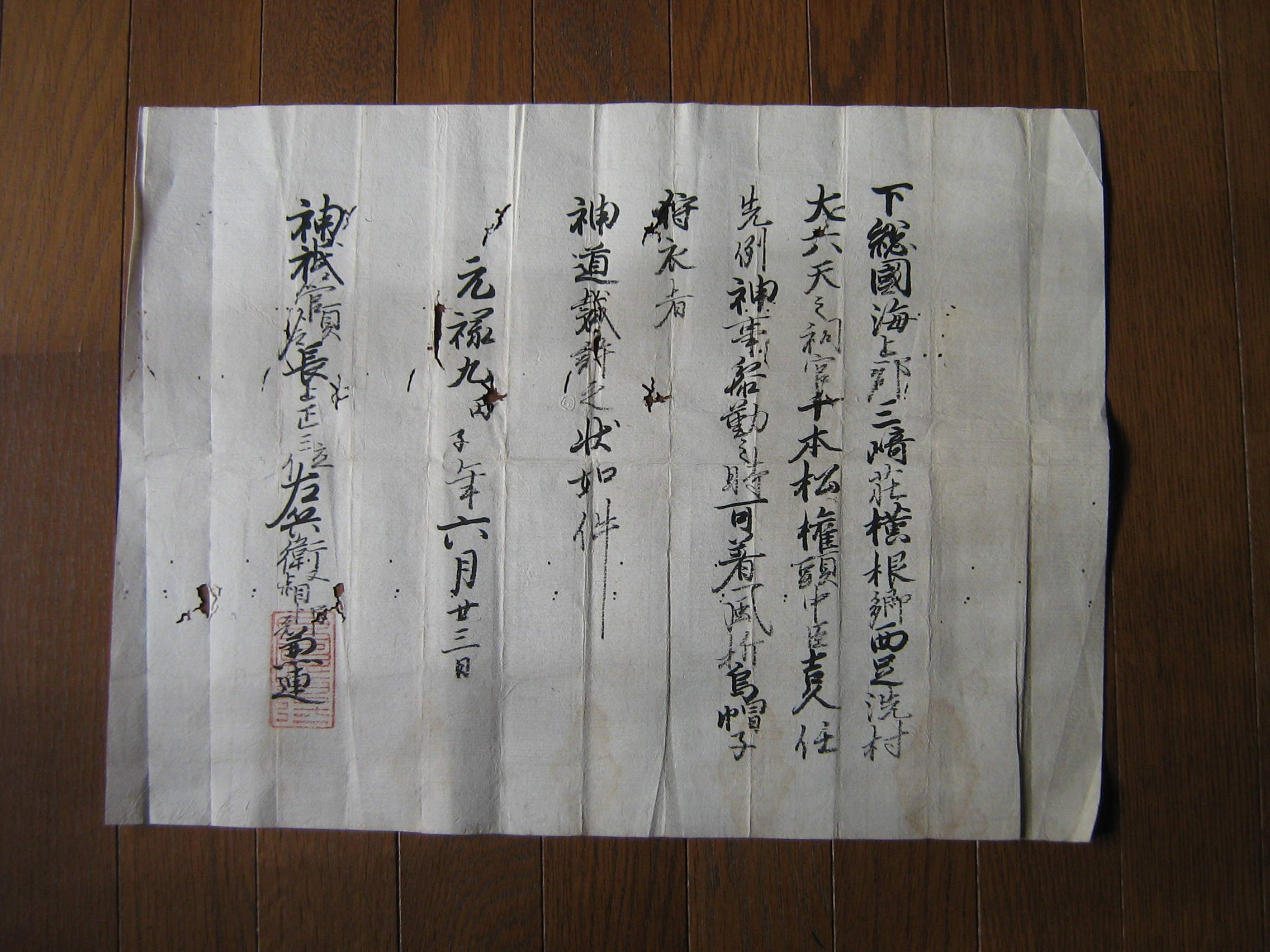
浦賀神社 神道裁許状

社殿は文政二年（1820年）建築され昭和十二年（1937年）拝殿・中殿の改築になり盛大なご遷宮祭が執行された。明治維新政府の神仏分離の行政措置により明治二年には足洗神社と改称し、明治二十二年四月、東足洗、西足洗、野中、椎名内の四ケ村が合併し浦賀村となったため、浦賀神社と改称した。

## 祭儀
- 毎月1日 月次祭（ツキナミサイ）
- 1月1日 歳旦祭（サイタンサイ）
- 1月21日 鎮守御祭礼（チンジュオサイレイ）
- 3月21日 例祭（レイサイ）
- 6月30日 六月晦大祓（ミナズキノツゴモリノオオハラエ）
- 10月17日 神嘗祭（カンナメサイ）
- 12月31日 十二月晦大祓（シワスノツゴモリノオオハラエ）

特殊祭儀
十三年毎の辰年のご神幸祭は江戸時代より行われている。神幸とは「みゆき」と読み神のいでましの義で神幸祭はその祭典の事。神輿を中心に猿田彦、神馬、錦旗等の行列は浜に降り、若者らによって海に入り、神輿がもまれる。各部落の要所に番所を設け踊りや芝居の芸能を披露し共演する。

## 千本松道好君公徳の碑
下総国学史料には幕末の国学者平田篤胤に入門した門人の誓詞を集めた「誓詞帳」があり門人姓名録には西足洗の人々が名を連ねている。
神社の境内には、千本松道好君公徳の碑がある。この碑の裏には「大人は多年家塾を開き子弟を教養地方文化に功労多たりをもって、その徳を後世に伝えんとこの碑を建てたり」門人中とある。
千本松道好君公徳の碑という元筆は従三位子爵山岡直記筆とある。山岡直記の父は山岡鉄舟で母は鹿島神宮の神官の娘である。

## 交通
旭駅より南に二キロメートル・旭中央病院の南

## 参考画像

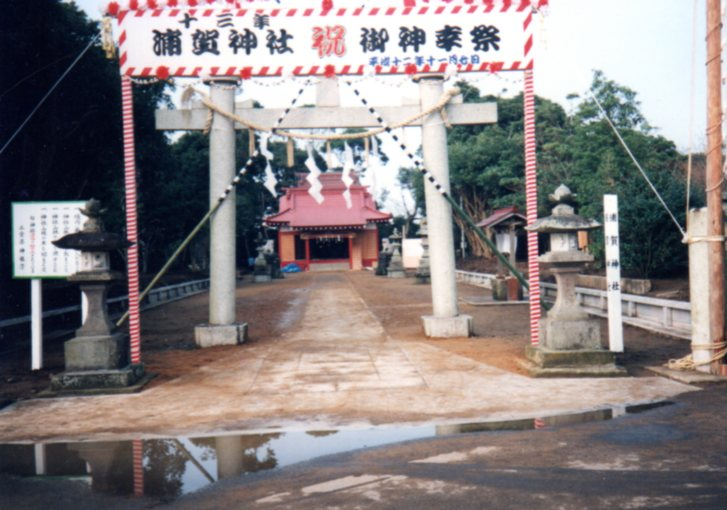
浦賀神社 神幸祭
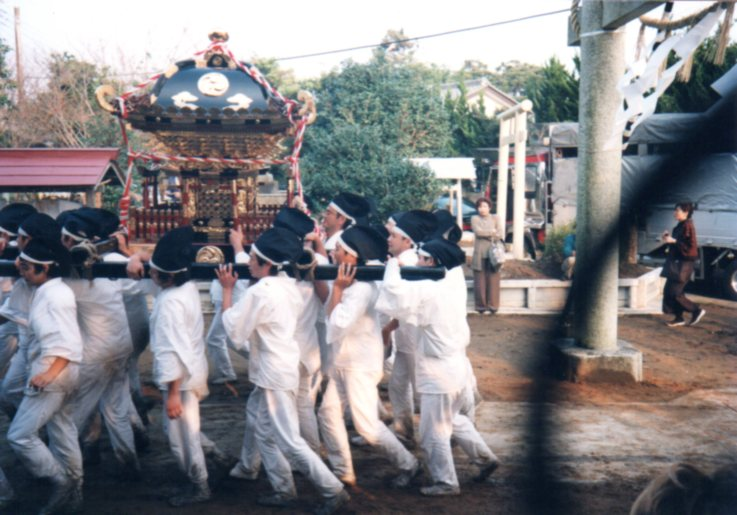
浦賀神社 神幸祭
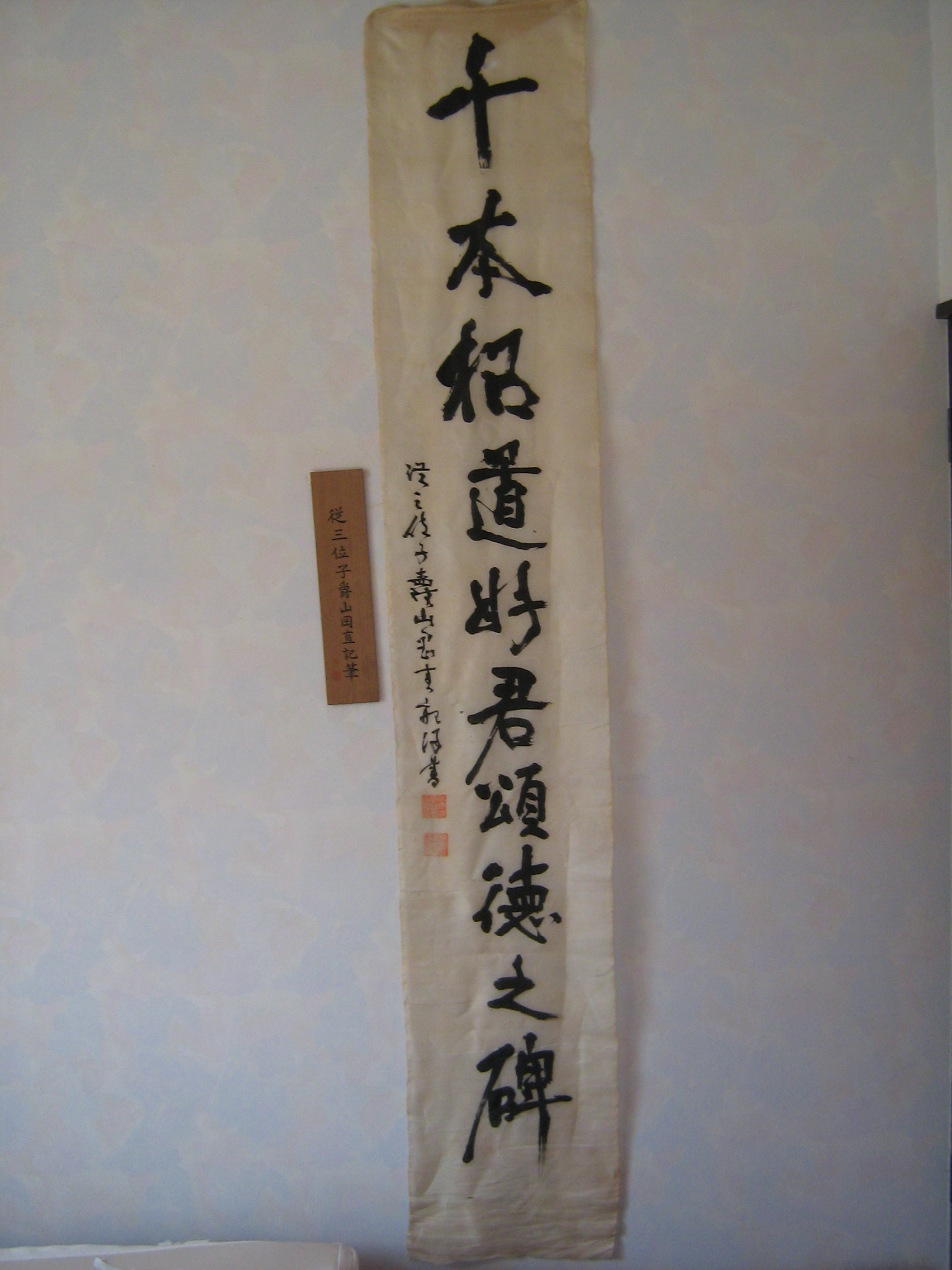
浦賀神社 山岡直紀筆
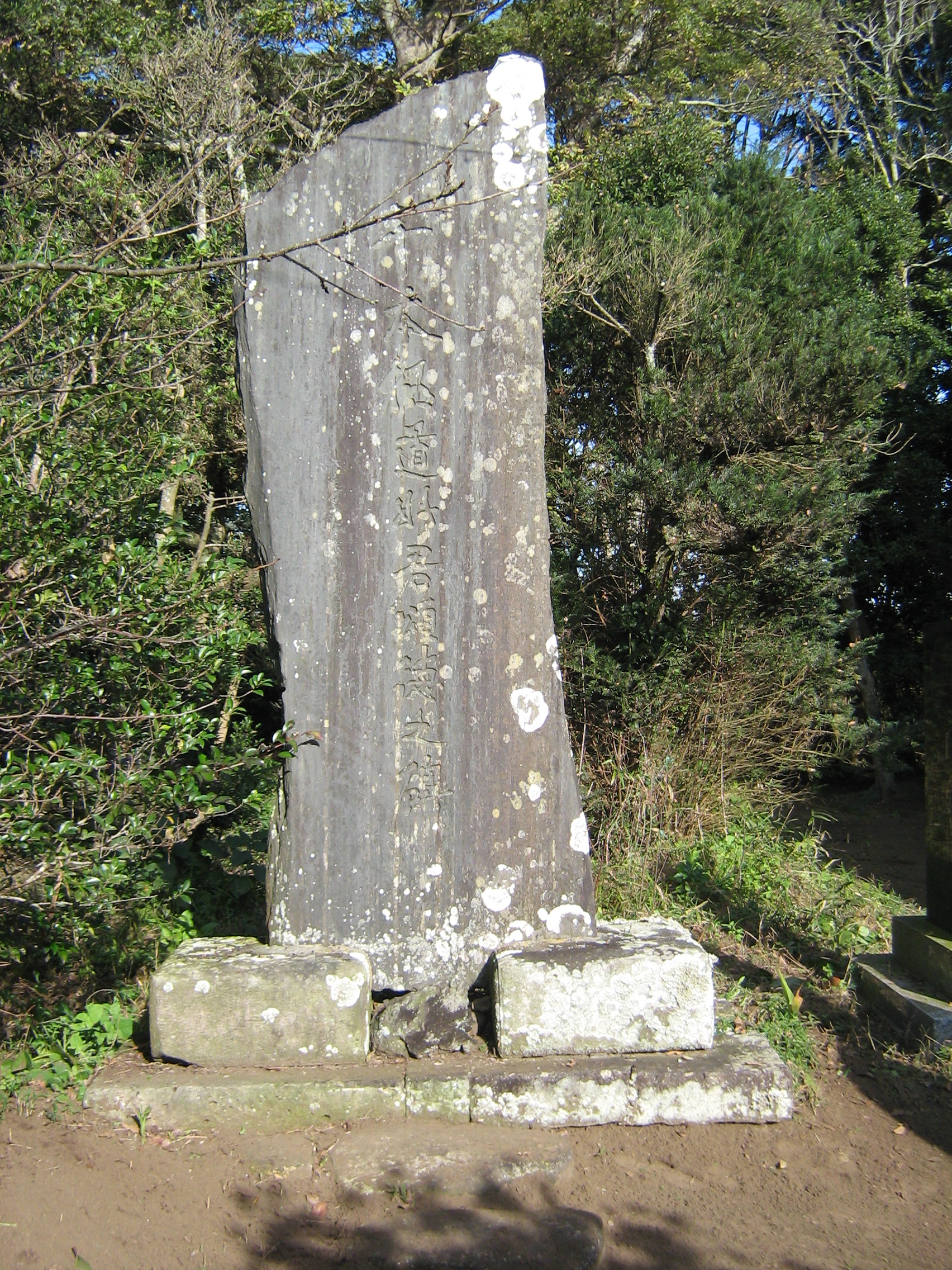
千本松道好君公徳の碑